# Berkeleyomyces basicola

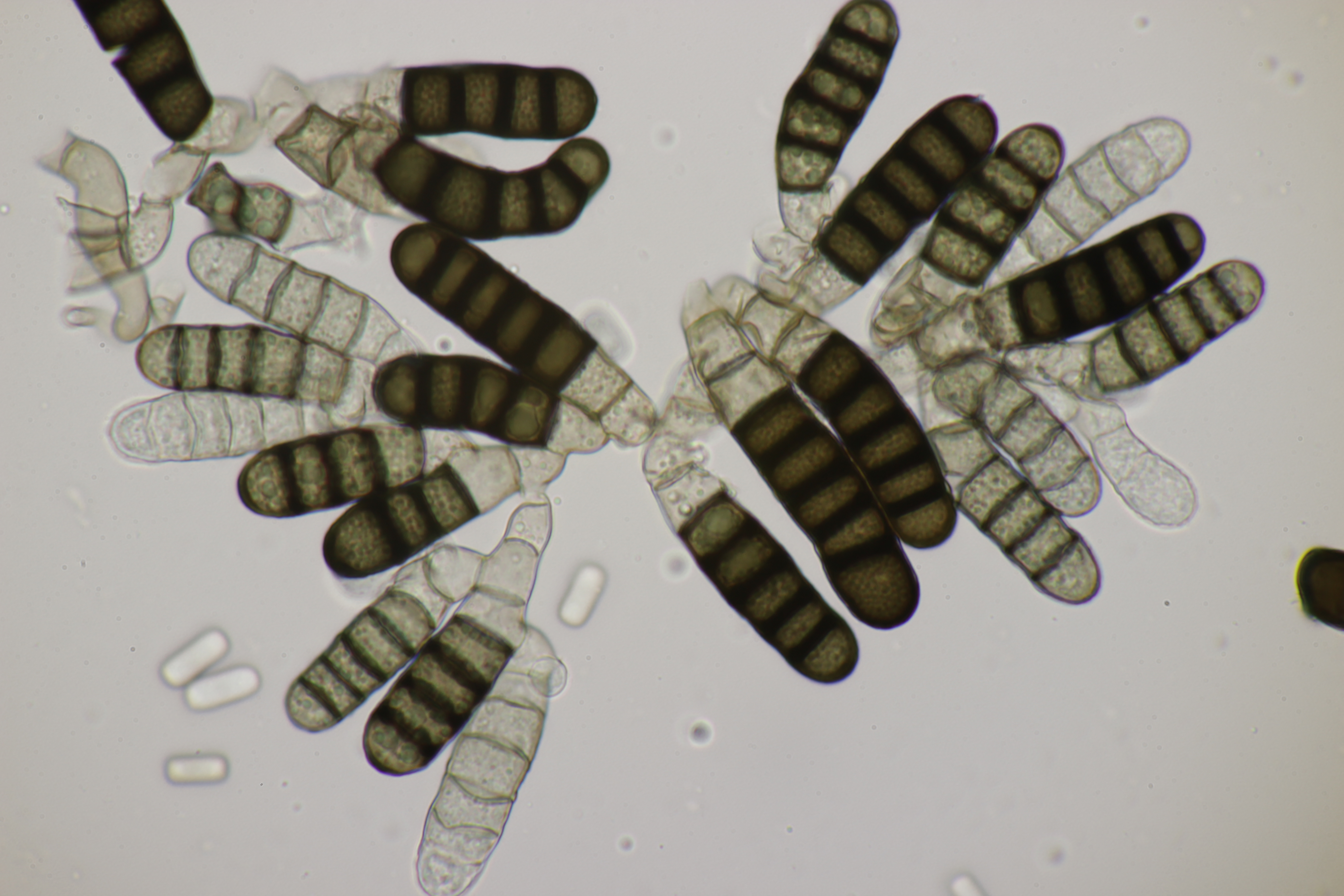
Chlamydospory

Berkeleyomyces basicola (Berk. & Broome) W.J. Nel, Z.W. de Beer, T.A. Duong & M.J. Wingf. – gatunek grzybów należący do klasy Sordariomycetes.

## Systematyka i nazewnictwo
Pozycja w klasyfikacji według Index Fungorum: Berkeleyomyces, Ceratocystidaceae, Microascales, Hypocreomycetidae, Sordariomycetes, Pezizomycotina, Ascomycota, Fungi.
Po raz pierwszy zdiagnozowali go w 1850 r. Miles Joseph Berkeley i Christopher Edmund Broome na grochu. Nadali mu nazwę Torula basicola. Obecną nazwę, nadali mu W.J. Nel, Z.W. de Beer, T.A. Duong & M.J. Wingf. w 2017 r.
Synonimy:
- Chalara elegans Nag Raj & W.B. Kendr 1975
- Thielavia basicola (Berk. & Broome) Zopf 1876
- Thielaviopsis basicola (Berk. & Broome) Ferraris 1912
- Torula basicola Berk. & Broome 1850
- Trichocladium basicola (Berk. & Broome) J.W. Carmich. 1980

## Morfologia
Znana jest tylko jego anamorfa. Dotąd nie udało się zaobserwować teleomorfy, na podstawie badań molekularnych uważa się jednak, że należy ona do rodzaju Ceratocystis.
Grzyb mikroskopijny tworzący ciemne kolonie. Jest synanamorfą wytwarzającą dwie różne anamorfy. Najpierw powstaje anamorfa produkująca endogenicznie małe endokonidia, potem anamorfa produkująca większe chlamydospory. Na sztucznych podłożach po 8 dniach hodowli tworzą się zarodniki obydwu typów. Obydwa te typy zarodników nie posiadają przegród. Chlamydospory początkowo są brązowe, potem czarne, mają nieregularny kształt, nieco zaokrąglone końce i powstają na bezbarwnych komórkach. Tworzą krótkie łańcuchy o długości 14–16 μm. Cylindryczne endokonidia powstają wewnątrz konidioforów w łańcuszkach. Mają obcięte końce i rozmiary 6 × 4 μm. Wydobywają się przez wierzchołek konidioforu.
W glebie zarodniki mogą przetrwać wiele lat. Aktywują je do rozwoju substancje wytwarzane przez korzenie.

## Występowanie i siedlisko
Jest szeroko rozprzestrzeniony. Występuje w Ameryce Północnej i Południowej, Europie, Azji, Afryce i Australii.
Pasożyt i saprotrof roślin. Atakuje liczne gatunki roślin należące do co najmniej 15 rodzin.
Wywołuje chorobę o nazwie czarna zgnilizna korzeni. Wśród roślin ozdobnych są to gatunki należące do rodzajów begonia, starzec, difenbachia, wilczomlecz, kalanchoe, pelargonia, pierwiosnek, poinsecja, szeflera i inne, wśród warzyw marchew zwyczajna, pomidor zwyczajny, cykoria, groch. Występuje także na tytoniu, łubinie i innych.
Różne kultywary charakteryzują się różną odpornością na czarną zgniliznę. Istnieje kilka mechanizmów tej odporności. U niektórych kultywarów odporność wywołana jest tworzeniem na korzeniach korka. Stanowi on barierę dla patogenu. U niektórych kultywarów mechanizm odporności polega na wytwarzaniu substancji chemicznych uniemożliwiających lub utrudniających inwazję patogenu.